# 王之春

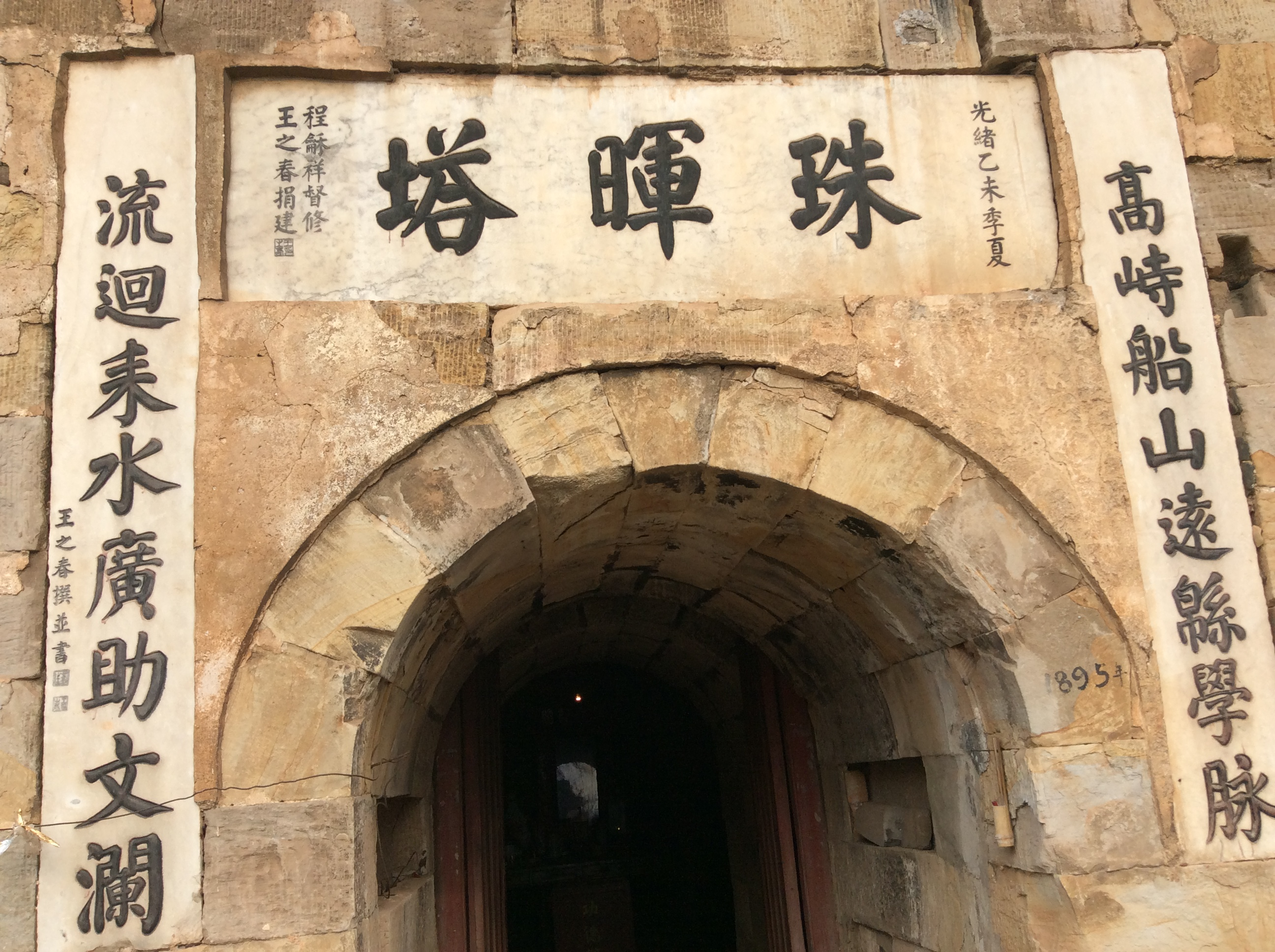
珠暉塔王之春題寫匾額、對聯

王之春（1842年—1906年），字爵棠，又作芍棠，号椒生，自称芍唐居士，湖南清泉人，清朝政治人物。

## 生平

### 早年仕途
王之春是明末清初思想家王夫之第七世族孫。出身文童。科举不第之后投笔从戎，以“文人兼武事”之才。他先后随彭玉麟、曾国藩、李鸿章、左宗棠办理军务，转战广西、直隶、陕西、江苏等地。1863年入彭玉麟幕，1870年入李鸿章幕。后因屡立军功而被保奏为道员。1876年，受两江总督沈葆桢委任，办理两江营务。1879年，日本正式吞并琉球，威胁中国东南沿海，王之春奉南洋大臣、两江总督沈葆桢之命到日本刺探军情。1879年12月4日自上海吴淞口出发，游历日本长崎、神户、大阪、横滨、东京等地，于1880年1月5日回到上海。自日本归国后，王之春向朝廷“上万言书，陈夷务，自请带锐师归复中山”。但由于中俄有关伊犁谈判未定，清廷无暇顾及日本，该请求未受重视。

### 外交使臣
1884年，王之春署理广东雷琼道，任内参加了中法战争。中法战争之后，王之春参与中法安南边界的划界谈判。在谈判中，王之春发挥外交才能，获两广总督张之洞肯定，得到朝廷信任。此后，王之春历任广东督粮道、广东高廉道、浙江按察使、广东按察使、广东布政使等职。
1894年，俄国沙皇亚历山大三世病逝，皇太子尼古拉二世继位。其时正值中日甲午战争期间，为了联俄抗日，光绪二十年（1894年）冬，湖北布政使王之春奉命以唁贺使臣的身份出使俄国，“为专使，赍国书，致贺俄君加冕事”，并且“设法恳俄力助和局”。在俄国期间，王之春通过和俄国君臣的交往，互赠宝星，认为“俄主情谊真挚”，遂产生联俄之念。时逢甲午战争清朝战败，《马关条约》签订，朝野纷纷要求废止《马关条约》。王之春在回中国途中，转赴法国，“与法外部密商保台办法事”，游说法国干涉台湾，以免台湾割让于日本，但无功而返。回国后，王之春上奏“新政”八条，但仅少部分被清廷采纳。1898年，四川布政使王之春镇压四川余栋臣起义，并且参与重庆大足教案的赔偿谈判。

### 义和团期间
1900年春夏，义和团运动爆发，中国东南省份的督抚多不希望义和团运动扩展至辖区，安徽巡抚的王之春多次上奏，请清廷迅速解散义和团，以防外敌入侵。1900年6月21日，慈禧太后下达“对外宣战诏书”。王之春乃向清廷献策，主张联合英国、俄国，以牵制他国，以挽回清朝同时和各国作战的局势，但没有被慈禧太后采纳。1900年6月26日，上海道员余联沅同各国驻上海领事开会议定《东南保护约款》（9条）、《保护上海城厢内外章程》（10条），王之春所派安徽代表出席了此次会议并当场签署协定。由此，安徽巡抚王之春成为最早参加东南互保的督抚之一。东南互保的发起人是张之洞，王之春曾在张之洞幕下任职多年，两人在义和团运动爆发初期便频频发电报联络。

### 新政期间
1901年1月29日，慈禧太后在西安发布谕旨，预备实施“新政”。王之春在《复陈政要大纲四条》中提出新政需要着重解决科举学校、财政、军制、外交这四方面问题。1901年4月，清廷颁布一系列“新政”措施，王之春乃将安徽省的求实学堂扩建成安徽大学堂（安徽省第一所近代大学）；还设立芜湖商埠巡警局（安徽省最早的警察机构），招募巡警300人。
光绪二十八年五月二十八日（1902年7月3日），王之春由安徽巡抚调任廣西巡撫。光绪二十九年闰五月十三日（1903年7月7日），革职。光绪二十八年（1902年），广西各地爆发大规模会党起义，清廷下旨命王之春限期剿灭。1903年4月24日，一日本报纸刊载消息称，廣西巡撫王之春为镇压广西会党起义，请求驻军越南的法国援助，并向法国亨达利洋行借款，以广西全省路矿为抵押。这激起国内“拒法惩王”的拒法运动，不久他便被革职。虽事后证明这是谣传，但王之春却因此被指责为“卖国贼”。实际上，王之春对法国出兵广西的请求极力反对，并有所防范。
被革职后，王之春同王先谦、龙湛霖、冯锡仁等湖南绅士，在湖南长沙发起废除“美约”、收回粤汉铁路路权运动。

### 遇刺事件
1904年2月至1905年9月的日俄战争期间，王之春到上海，频繁和驻上海的俄国外交官联络。革命党人将王之春视为“联俄派”代表，称其“日日会晤俄兵官、俄领事”。光绪三十年十月十三日（1904年11月19日），革命党人万福华在上海英租界金谷香菜馆刺杀王之春，但王之春未死。万福华被逮捕，章士钊、黄兴等人被牵连入狱。此案轰动一时。此后，王之春结束政治生涯。
光绪三十二年（1906年），王之春病逝。清廷追授光禄大夫、建威将军。

## 著作
- 《谈瀛录》
- 《使俄草》
- 《王大中丞椒生奏议》，星沙通俗报馆刊，光绪三十年刻本
- 《椒生随笔》
- 《国朝柔远记》
- 《防海纪略》[3]

## 后人
王之春至少有一个孙子。
《衡阳日报》曾做过一期专访衡阳湘江东岸的旧望族的报道《站在江东码头听一段老公馆的轶事》，衡阳老市民王之康的老伴是当年廖公馆廖家的外孙女，曾回忆她与王之春的孙子同在养正小学（杨家祠堂）上学，家境更好的王之春孙子可以由佣人背着上学。